# Jonathan Dove
Pour les articles homonymes, voir Dove.
Jonathan Dove (Londres, 18 juillet 1959) est un compositeur britannique d'opéra, d'œuvres chorales, de pièces de théâtre, de films, de partitions orchestrale et de musique de chambre. Il a arrangé un certain nombre d'opéras pour l'English Touring Opera et pour le Birmingham Touring Opera (aujourd'hui Birmingham Compagnie d'Opéra), notamment en 1990, l'adaptation en deux soirées pour dix-huit interprètes, de Der Ring des Nibelungen  de Wagner pour le Birmingham Touring Opera. Il a été directeur artistique du festival de Spitalfields de 2001 à 2006.

## Biographie
Jonathan Dove naît à Londres de parents architectes. Il étudie la musique à l'Université de Cambridge, dont la composition avec Robin Holloway. Il travaille ensuite en tant qu'arrangeur et accompagnateur indépendant jusqu'en 1987, lorsqu'il est employé par le Glyndebourne Opera.

## Dernières productions
- Airport Scenes, suite orchestrale extraite de la comédie-opéra Flight, créée par l'Orchestre symphonique de l'Université de Warwick le 7 mars 2006.
- Première australienne de Flight (production du Glyndebourne Festival Opera) en mars 2006, au festival d'Adelaide, sous la direction artistique de Brett Sheehy ; a remporté le prix du meilleur opéra d'Australie au prix national Helpmann
- The Enchanted Pig, livret d'Alasdair Middleton, a été créé au Young Vic de Londres en décembre 2006 et en tournée en province au Royaume-Uni, début de 2006
- Les Aventures de Pinocchio, livret d'Alasdair Middleton, commande de l'Opéra du Nord et du Sadler's Wells Theatre ; créé au Grand Théâtre de Leeds, le 21 décembre 2007. La première américaine a été réalisée par le Minnesota Opera, le 28 février 2009, à Saint Paul. Une performance dédié à son filleul Finnestere Macfarland
- La première londonienne de Flight, est réalisée par le British Youth Opera en septembre 2008
- Swanhunter, opéra de chambre basé sur la légende de Lemminkäinen, créée par l'Opéra du Nord, fin 2009.
- Mansfield Park, opéra de chambre basé sur le roman éponyme de Jane Austen, créée par l'Heritage Opera à l'Été 2011.
- Life is a Dream, grand opéra sur un livret d'Alasdair Middleton d'après la pièce de Pedro Calderón de la Barca, créée par le Birmingham Opera Company, en mars 2012.

## Œuvres (sélection)

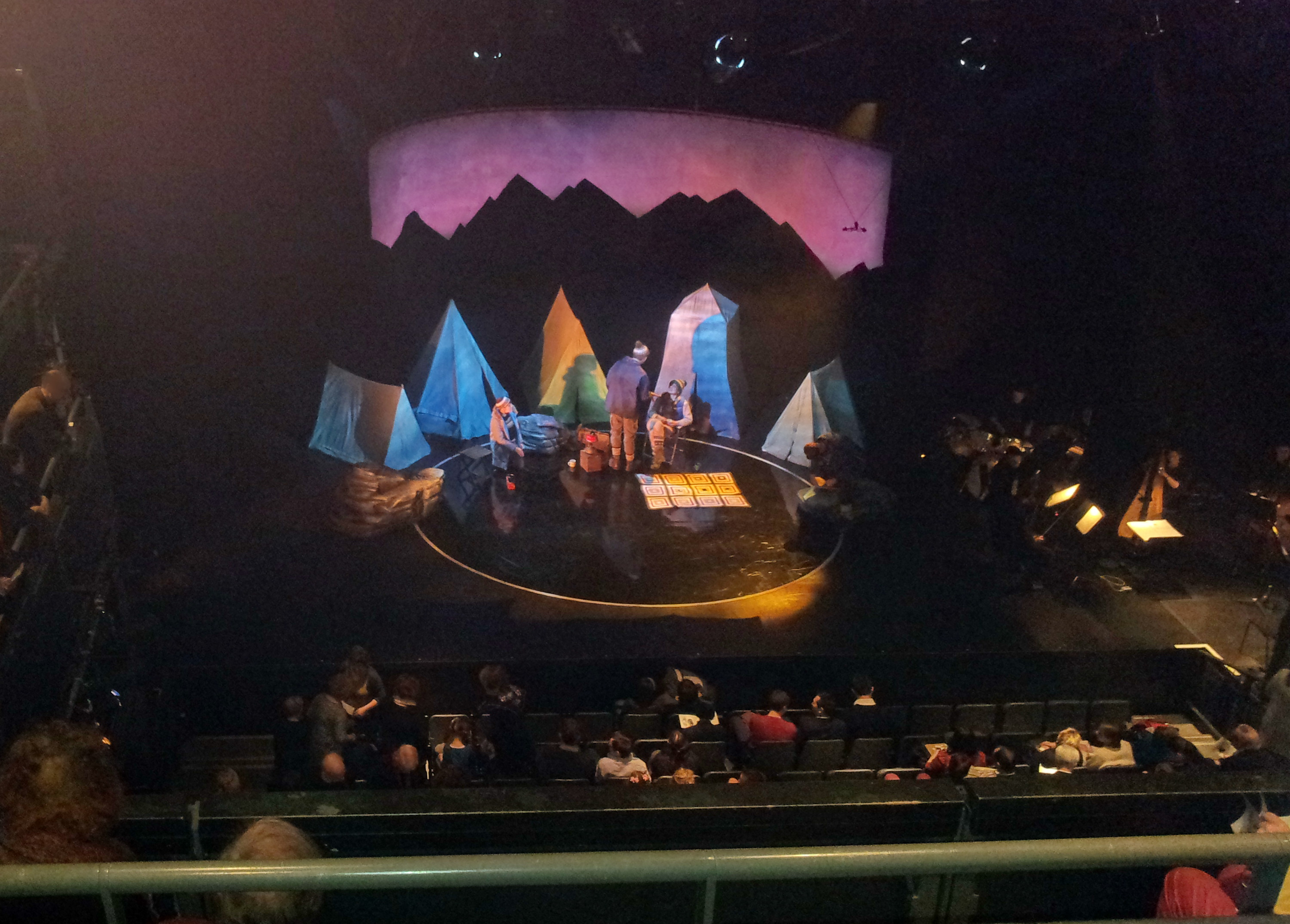
Swanhunter, a été créée en 2009, au Linbury Studio Théâtre (Royal Opera House) en avril 2015.

### Opéras
- Hastings Spring (community opera) (1990)
- Pig (opéra de chambre, 1992)
- Siren Song (1994)
- Glight (1998)
- Tobie et l'Ange, (opéra d'église), sur un livret de David Lan (1999). Créée à St Matthew's, Perry Beeches[2]
- Le château dans le Ciel (community opera, 2000)
- L'altra Euridice (2002)
- When She Died... (La mort d'une Princesse, opéra pour la télévision, pour célébrer le cinquième anniversaire de la mort de Diana, Princesse de Galles, 2002)
- L'homme sur la Lune (opéra pour la télévision, à propos de Buzz Aldrin, deuxième homme à marcher sur la lune et les effets de qu'on eu sur lui et son mariage cette expérience, 2006)
- Entendre Notre Voix (community opera) en partenariat avec Matthew King (2006), livret de Tertia Sefton-Green[3]
- Les Aventures de Pinocchio (2007)
- Mansfield Park (2011)
- La vie est un Rêve (2012)
- Le Jour d'après (2015)
- Le Monstre du Labyrinthe (2015)[4]

### Autres œuvres
- The Passing of the Year (cycle de mélodies pour double chœur et piano, 2000)
- Danses de la flûte enchantée (concerto pour flûte, 2000)
- Les Trois Rois, écrit pour le service de Neuf leçons et chants de noël au King's College, Cambridge, en 2000[5]
- Stargazer (concerto pour trombone écrit pour Ian Bousfield)
- Köthener Messe, pour chœur et orchestre de chambre
- Out of Winter (cycle de mélodies)
- « Seek Him that maketh the Seven Stars » (œuvre chorale ; texte tiré de Amos 5:8)
- His Dark Materials, Partie I & II (musique de scène, 2003)
- On Spital Fields (community cantata, 2005)
- Hojoki - "Un Compte de ma Cabane" (Contre-ténor et orchestre)
- Je suis le jour (Religieux - SATB)
- Missa Brevis
- Ecce Beatam Lucem (composé pour Ralph Allwood et, en 1997 l'Eton Choral Course[6])
- There Was a Child (oratorio pour soprano, ténor, chœur et chœurs d'enfants, 2009)